# Johann-Carl Leuchs
Johann-Carl Leuchs, ou encore Jean-Charles Leuchs est né en 1797. Il fut membre de la Société de Klagenfurt en Carinthie.